# Christian Friedrich Hoffmann

Hoffmann, gezeichnet von August zu Wied 1808

Christian Friedrich Hoffmann (* 1762 in Braunschweig; † 30. Oktober 1820 in Neuwied) war ein deutscher Mathematiker, Erzieher der „Wiedischen Prinzen“ und Pionier der provinzialrömischen Archäologie.

## Leben
Über seine Jugendjahre und früheren Stationen ist nur sehr wenig bekannt. Er wurde 1789 mit einem militärischen Titel als Lehrer der Mathematik an das Neuwieder Schloss berufen. Zuvor soll er in Braunschweig am Collegium Carolinum studiert haben. In einem kurzen biografischen Abriss, den Prinz Carl Emil Friedrich Heinrich zu Wied (* 20. August 1785; † 4. Oktober 1864) 1831 verfasste, wird eine Forschungsreise erwähnt, an der Hoffmann zusammen mit Nathanael Gottfried Leske teilnahm. Zudem soll er mehrere „englische Werke, u. a. Pennant arctic zoology“ übersetzt haben, „obgleich Zimmermann seinen Namen vor dieses Werk setzte“.
Als Erster führte er ab 1791 planmäßige Ausgrabungen im römischen Limeskastell von Neuwied-Niederbieber durch. Beauftragt hatte ihn hierzu die Fürstin Maria Luise Wilhelmine, Gräfin von Sayn-Wittgenstein-Berleburg (* 13. Mai 1747; † 15. November 1823). Im Laufe der Untersuchungen verfeinerte er seine Methoden immer weiter. Bereits 1791 dokumentierte er den Fortschritt der Grabungen im Kastellbad des Lagers mit Skizzen und Zeichnungen. Die zahlreichen Funde aus seinen Untersuchungen bildeten den Grundstock der Fürstlich-Wiedischen Sammlung, die heute im LVR-LandesMuseum Bonn aufbewahrt wird. Über die Ergebnisse seiner Grabungen führte Hoffmann Buch und trat in Kontakt mit führenden Gelehrten der Altertumswissenschaften, wie etwa Christian Gottlob Heyne in Göttingen oder Friedrich Christian Matthiä in Mainz. Diese publizierten mit Hoffmanns Einverständnis seine Ergebnisse in diversen Mitteilungsblättern, wie den Göttingischen Gelehrten Anzeigen. Auch Hoffmann selbst veröffentlichte einige seiner Ergebnisse. Zahlreiche Informationen aus dem schriftlichen Nachlass Hoffmanns veröffentlichte später der Hofrat Wilhelm Dorow. Vor allem der Tafelband setzte neue Standards für spätere archäologische Publikationen.